# Sint-Martinuskerk (Moerzeke)

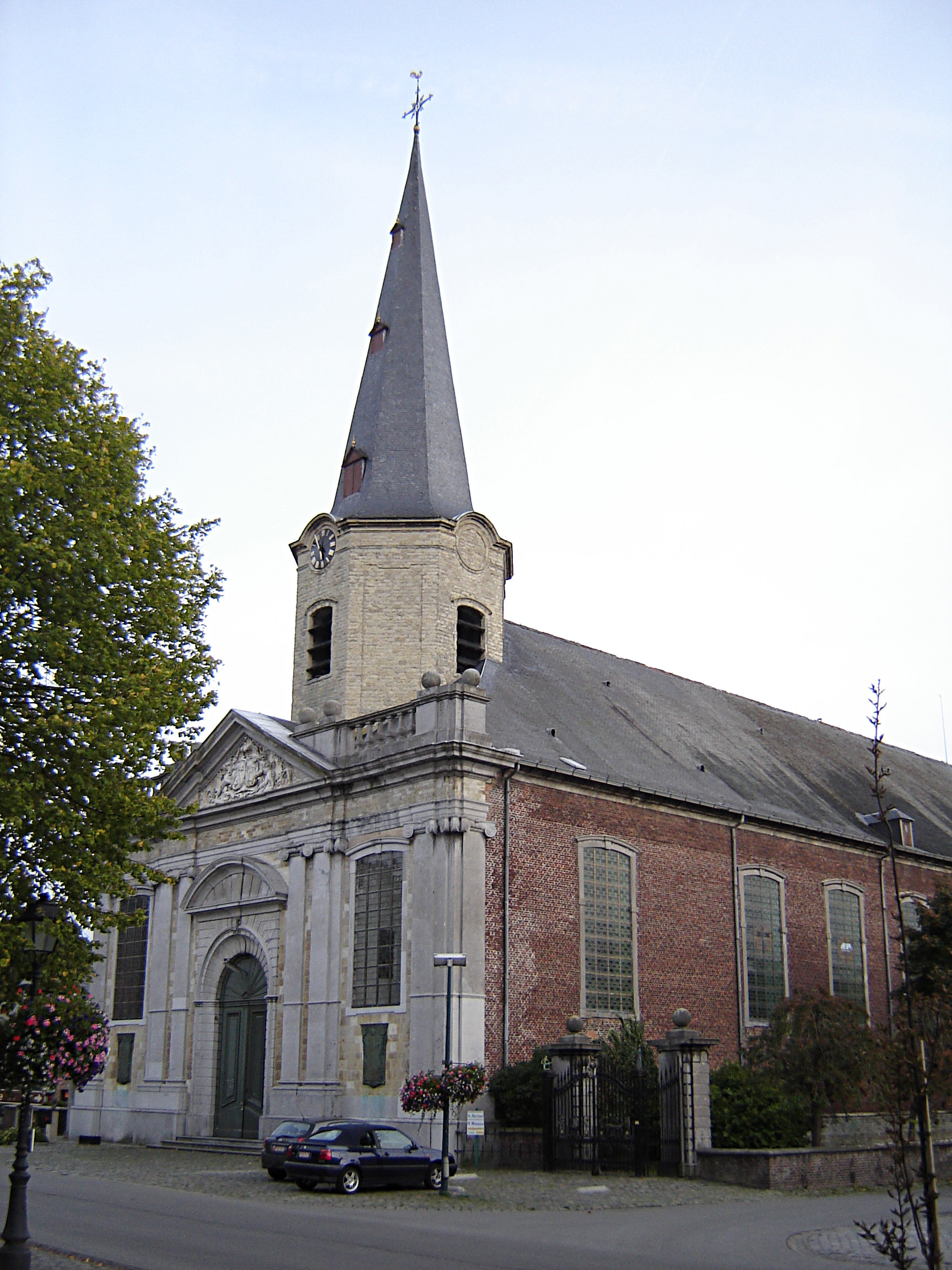
Sint-Martinuskerk

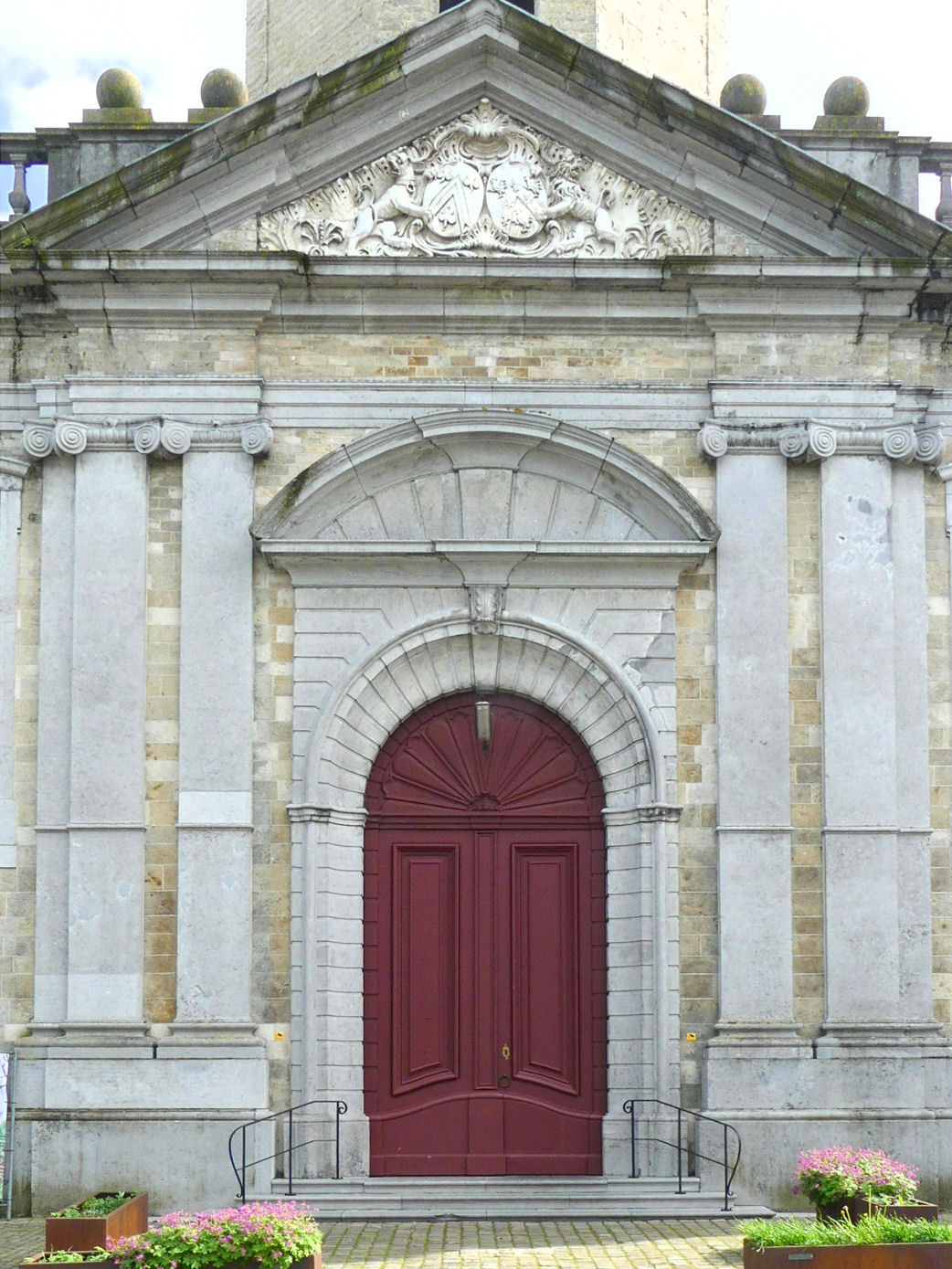
portaal met wapenschild, in arduin.

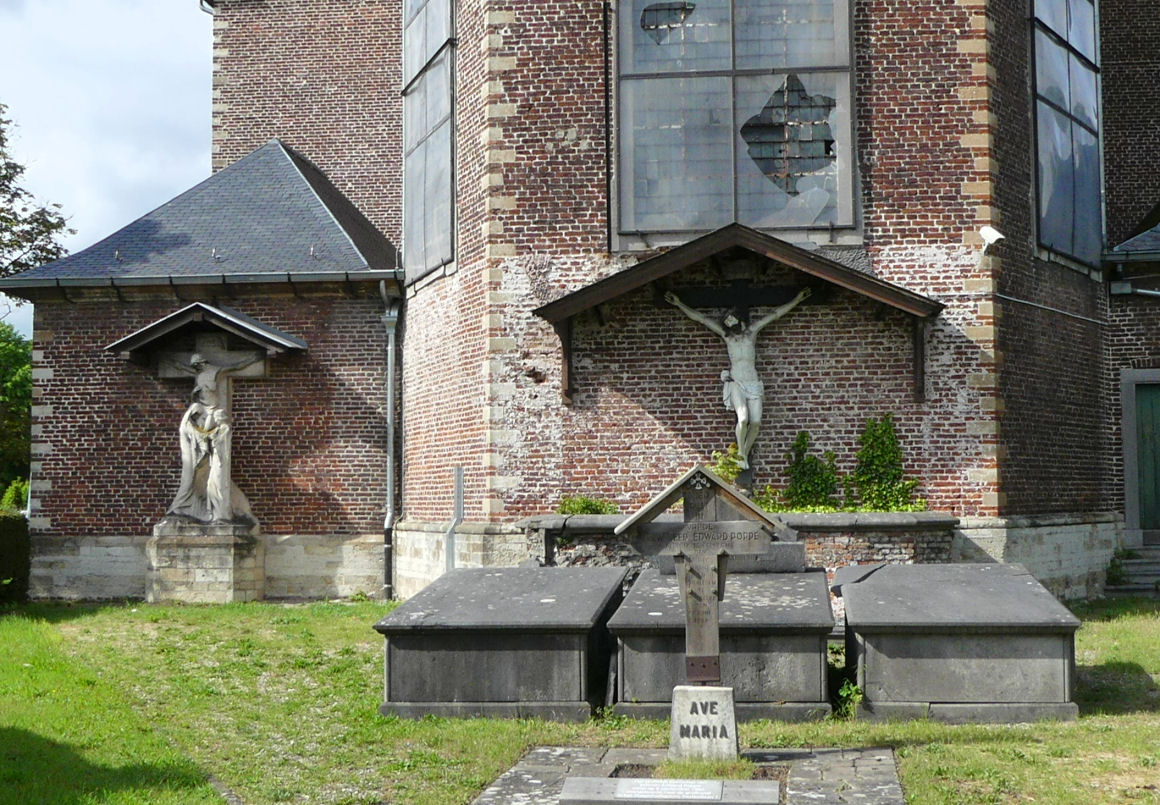
oud kerkhof

De Sint-Martinuskerk is de parochiekerk van de tot de Oost-Vlaamse gemeente Hamme behorende plaats Moerzeke, gelegen aan het Dorp.

## Geschiedenis
In 1125 werd voor het eerst melding gemaakt van een kerkgebouw, in een document waarin het patronaatsrecht werd geschonken aan de Gentse Sint-Baafsabdij. Bij opgravingen uitgevoerd in 1967 kwamen inderdaad resten van een 10e- of 11e-eeuws zaalkerkje, gebouwd in Doornikse steen.
Omstreeks 1200 werd het kerkje vergroot tot een eenbeukige kruiskerk, ook in Doornikse steen. In 1352 was er al sprake van een Onze-Lieve-Vrouwekapel die tegen het noordelijk transept was gebouwd. Tussen 1480 en 1490 werd de toren voorzien van een gotische spits. In 1740 werd de toren vervangen door een achthoekig exemplaar met een hoge spits.
Aangezien de kerk bouwvallig was geworden werd in 1767 begonnen met de bouw van een nieuwe kerk naar ontwerp van Jan-Baptist Simoens. De toren van 1740 bleef hierbij bewaard. De gelovigen kerkten tijdelijk in een noodkerk. In 1771 was de nieuwe kerk vermoedelijk gereed. In 1797 werd hij gesloten op last van de Franse bezetter. Vanaf 1805 werd de kerk hersteld en in 1806 werd hij ingewijd.

## Gebouw
Het betreft een naar het zuiden georiënteerd kerkgebouw, waar de oude kerk naar het oosten was georiënteerd. Het betreft een driebeukig basilicaal kerkgebouw met ingebouwde achthoekige toren. De voorgevel, in classicistische stijl, is opgetrokken in Franse kalksteen. Hij bevat de wapenschilden van de toenmalige heer en vrouwe van Moerzeke. De toren werd gebouwd in kalksteen.

## Interieur
De kerk bezit een viertal glas-in-loodramen van 1874, geschonken door de burggravin de Nieulant et de Pottelsberghe. Pieter van Reysschoot vervaardigde omstreeks 1780 de schilderijen Tenhemelopneming van Maria en Anna leert Maria lezen. Uit de 17e eeuw is er nog een Martinus deelt zijn mantel met een bedelaar en Bewening van Christus. Uit de 18e eeuw stammen nog de schilderijen Opdracht van Jezus in de tempel en Heilige Familie met de Heilige Anna. Voorts een aantal 19e-eeuwse schilderijen.
Uit de 18e eeuw is een Sint-Rochusbeeld. Verder zijn er diverse 19e-eeuwse heiligenbeelden.
Het hoofdaltaar, het Onze-Lieve-Vrouwe zijaltaar in de westelijke beuk en het aan Sint-Anna gewijd zijaltaar in de oostelijke beuk zijn portiekaltaren van 1776, vervaardigd door Francis Allaert. Het koorgestoelte is van het eerste kwart van de 18e eeuw. De preekstoel van omstreeks 1773 werd eveneens door Francis Allaert vervaardigd. De biechtstoelen zijn van eind 18e eeuw en van 1809.
Het oorspronkelijke orgel werd in 1700 vervaardigd door N.I. Hellman. Het huidige orgel, ingebouwd in de oorspronkelijke orgelkast, is van 1803 en werd vervaardigd door Charles Verbeke.
In 1837 werd in de kerk EH Joannes Benedictus De Schoesitter begraven op 102-jarige leeftijd, voormalig pastoor van Sint-Niklaas en onderpastoor in Moerzeke. Daarnaast is er ook een graf van de familie de Nieulant et de Pottelsberghe.